# Barrio Autonomía (Santiago del Estero)
Barrio Autonomía, es un barrio de Santiago del Estero, Argentina.

## Toponimia
Su nombre se debe en conmemoración a su Autonomía Provincial, celebrada el 27 de abril.

## Geografía
Está delimitada por la RN 64, calle Andres Rojas, Ing. Santiago Maradona, Juan Anchezar. Sus principales avenidas son la 27 de abril, 25 de julio. Luis Borges, Juan Felipe Ibarra.
Limita con Los barrios, Villa del Carmen, San José y Santa Rosa de Lima.

## Estructura
- Posee una escuela primaria: 
  - Escuela Fuerza Aérea Argentina
- Una secundaria:
  - Colegio Secundario 2 de abril
- Dos colegios privados:
  - Colegio LA SAGRADA FAMILIA
  - Colegio SANTIAGO CANCLINI

Posee Comisaría, biblioteca, sala de primeros auxilios, parroquia NUESTRA SEÑORA DEL PILAR y un supermercado.
Su plaza principal, se llama PROVINCIA DE CÓRDOBA, ubicada en el corazón del barrio.